# Choloepus
A Choloepus az emlősök (Mammalia) osztályának szőrös vendégízületesek (Pilosa) rendjébe, ezen belül a lajhárok (Folivora) alrendjébe és a kétujjú lajhárfélék (Megalonychidae) családjába tartozó nem.

## Rendszerezése
A nembe az alábbi 2 faj tartozik:
- kétujjú lajhár (Choloepus didactylus) Linnaeus, 1758 – típusfaj
- Hoffman-kétujjú-lajhár (Choloepus hoffmanni) Peters, 1858